# Шагреневая кость (фильм)
«Шагре́невая кость» — документально-игровая (псевдодокументальная) короткометражная кинокартина, снятая петербургской студией «Никола-фильм» на базе Лендока в 1992 году режиссёром Игорем Безруковым. Сценарий написан совместно, авторы сценария: режиссёр Игорь Безруков и композитор Юрий Ханон (в титрах отмечен ещё как Ханин). В основу фильма положена одноимённая опера-антракт Ханона «Шагреневая Кость» («Os de Chagrin»), написанная на тексты диалогов известного романа «Шагреневая кожа» Оноре де Бальзака.
Кроме музыки самой оперы, вошедшей в кинофильм полностью, в картине использованы и другие музыкальные произведения того же автора: «Песня о смерти № 1» и «Механика движения мысли» (из цикла «Публичные песни» ос.34). Композитор Юрий Ханон также занят в главной роли самого себя. Балетмейстер и сценограф кинокартины — руководитель молодёжной труппы Кировского (Мариинского) балета Андрей Босов. Фильм снят и смонтирован на базе Ленинградской Студии Документальных фильмов по заказу телевидения России.

## Значение фильма для кинематографа
Несмотря на отсутствие обширного резонанса в прессе, кинокартина «Шагреневая кость» оказалась показательной для происходившего в 70-90-е годы концептуального развития документального кино ленинградской школы.. Первый номер концептуального литературного журнала «Место печати» (№ 1 — 1992 год) на первой же странице открылся почти дадаистским текстом «Шагреневая кость» — несколько загадочным манифестом нового издания. Да и сам этот фильм по факту явился как бы манифестом трёх «НЕТ».
Во-первых, «Шагреневая кость» стала индикатором и завершающей точкой длинного пути постепенного размывания границы между документальным и игровым кино. Самым ярким представителем этой линии были работы А.Сокурова 70-80-х годов, снятые на Лендоке. По существу документальное кино и сама студия практически прекратила своё существование:

Конечно, пришли молодые, но не прижились. Авангардисты и некрореалисты, полуигровики, эстеты… Они снимали, в принципе, игровые картины. «Шагреневая кость», «Комплекс невменяемости»… Сокуров, как блуждающий огонь, как Гаммельнский крысолов, увел детей из города…— Анна Ганшина, Упавший лист (Заметки на полях идеологической и временной географии ЛСДФ)
Во-вторых, кинорежиссёр Игорь Безруков, в целом создав работу в рамках сокуровской эстетики, этим фильмом парадоксально обозначил свой разрыв с киношколой Сокурова и течением некрореализма.
И в-третьих, этой кинокартиной её основной «герой»: находящийся на взлёте композитор, лауреат европейского «Оскара» за лучшую музыку Юрий Ханон публично оформил свой категорический отказ от работы в кино, прекращение концертной деятельности и полный уход из публичной жизни. Молодой, пользующийся громкой известностью композитор заявил: «Публичное искусство — для публичных женщин и публичных людей. Я предоставляю им свободно общаться друг с другом — но без меня». После 1992 года Юрий Ханон неизменно отвечал отказом на предложения самых известных и знаменитых кинорежиссёров, театральных деятелей, дирижёров и прочих деятелей от искусства. Единственным неудачным исключением, только подтвердившим правило, стала постановка балета «Средний дуэт» в Мариинском театре (1998 год).

## Сюжетная линия фильма

«Шагреневая кость». Ю.Ханон у дверей Мариинского театра

Внешняя фабула развития сюжета основана на реальных и будущих событиях. Главная тема картины — судьба экстремально одарённого художника, не желающего играть, работать и жить по правилам человеческого общества. Главный герой так прямо и заявляет в своём «лживом интервью»: «Я делаю своё дело, но не желаю делать свои дела — поэтому я и останусь в тени».
Композитор и каноник Юрий Ханон не желает сотрудничать с ополчившимся против него культурным истеблишментом города Петербурга (недавнего Ленинграда) и чужой для него русскоязычной страны, в которой он живёт волей случая. Союз композиторов запретил исполнение его сочинений на подконтрольных ему концертных площадках города, а Мариинский театр отказывается ставить заказанную ему ранее возмутительную оперу, которая даже называется почему-то не «Шагреневая кожа», а «Шагреневая Кость». Автора даже не пускают на порог театра и все двери большого здания перед ним оказываются заперты. Несколько раз он умирает в кадре. Однако, где-то в затхлых катакомбах и подвалах театра всё-таки находится узкое, тёмное помещение, где ночью, в полумраке происходит единственное представление маленькой оперы. Три действующих лица оперы: Полина, Рафаэль (главные лирические герои романа «Шагреневая кожа») и присутствующий при них сам Оноре де Бальзак постепенно заболевают, чувствуют себя всё хуже и хуже, а затем, в финале оперы — один за другим умирают от кашля (вероятно, чахотка). Последним умирает Бальзак. Вслед за ними, нелепо падая с декораций, в очередной раз погибает и композитор.

## Изобразительный ряд картины

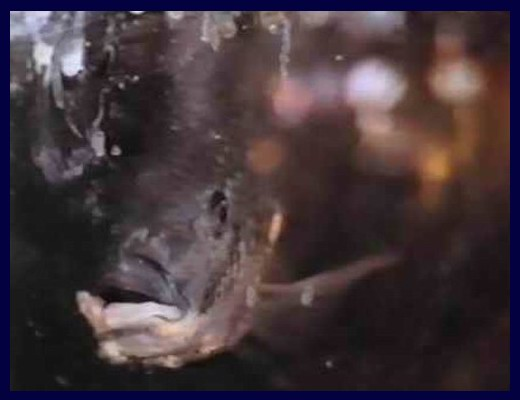
Рыба Тиляпия, роль второго плана

Жанр фильма смешанный, псевдодокуметально-игровой с элементами эстетики телевизионной съёмки театральных представлений. Действие кинокартины условно можно разделить на три примерно равных составляющих, две из которых, «документальные», сняты в эстетике старой хроники, на чёрно-белую плёнку с эффектом красной сепии. Третья часть, представление оперы, снята на цветную, хотя действие происходит всё время в полутьме, что создаёт особый эффект контраста.
Первая — псевдо-документальная часть, в которой композитор Юрий Ханон играет роль якобы самого себя, почти идиота, даёт тускло лживые интервью, едва мямлит какие-то натужные слова, которые с трудом возможно понять. Часть разговора сопровождается сильнейшим ветром и собачьим воем, который превращает и без того едва разбираемый текст в чистую формальность. Всё это сопровождается показом фотографий из детства и юности якобы знаменитого композитора. Кроме главного героя, интервью молчанием даёт ещё и крупная африканская рыба Тиляпия (Tilapia mossambica), живущая на кухне у Ханона.
Вторая часть — игровая, в которой герои представляют в лицах микроскопические сценки и выдуманные сюжеты из якобы имевшей место реальности. В полном соответствии с творческими намерениями авторов, композитор и каноник Юрий Ханон несколько раз погибает в разных местах города при невыясненных, отчасти загадочных обстоятельствах (мягкая отсылка к группе некрореалистов, в которой Игорь Безруков начинал работать как режиссёр).
Третья часть — фильм-опера «Шагреневая кость», снятый по двадцатиминутной опере-антракту «Шагреневая Кость» из одноимённого большого балета. Три маленьких действия оперы открываются выходом поющего конферансье во фраке и цилиндре, который обращается к публике (которой и так нет) с довольно экстравагантным предложением не слушать оперу и уходить поскорее в буфет «кушать мясо и бутерброды». В промежутках между тремя оперными номерами маленький балет из четырёх артистов исполняет, поставленные в изысканном галантном стиле рококо танцы: Менуэт, Паспье и Буррэ. (Балетмейстер и сценограф Андрей Босов, в 1990—1993 годах — руководитель молодёжной труппы Мариинского балета). Хореография воспроизводит уже давно забытый стиль французских балетов XVIII века ─ это не столько танцы, сколько манерные «приглашения к танцам», ни один из которых, впрочем, так и не состоялся. Последний номер (Буррэ) балетные артисты танцуют уже вокруг трёх трупов героев оперы.
Окончание фильма — двери всех театров по-прежнему закрыты.

## В ролях
- Юрий Ханон — Художник
- Ольга Кондина — партия Полины в опере «Шагреневая Кость» (колоратурное сопрано)
- Андрей Храмцов — партия Бальзака в опере «Шагреневая Кость» (бас-баритон)
- Андрей Славный — партия Рафаэля в опере «Шагреневая Кость» (баритон) и роль композитора Скрябина в фильме.
- Наталия Фиссон — роль Полины в фильме (вне оперы)
- Кирилл Шевченко — роль музыкального критика, сидящего на дереве
- Игорь Безруков — вставная роль блуждающего режиссёра

## Показ фильма
Премьера кинофильма состоялась в 14 октября 1992 года (в Ленинградском Доме Кино).
Фильм был показан на кинофоруме «Арсенал-92» (Рига): open screen.
Кинокартина «Шагреневая кость» в 1990—2000 годы неоднократно шла в программе каналов «Россия» и «Культура».

## Публикации
- Анна Ганшина «Упавший лист». Заметки на полях идеологической и временной географии ЛСДФ.
- Губин Д. Игра в дни затмения (интервью), журнал Огонёк, 1990, № 26, июнь.
- «Шагреневая кость» (эссе део), журнал «Место Печати» № 1 — 1992. Москва
- Шагреневая кость (короткометражный фильм). Актриса Наталья Фиссон. 1992.[13]
- Ирина Морозова, «Один из трёх композиторов», Журнал «Столица» № 11-12, 1991 год, ISSN 0868-698X, Стр. 118—119.
- Ирина Морозова, «Вектор жить», журнал «Театральная жизнь» № 12-1990. Стр.12-13.
- Юрий Ханон, «Исходная позиция». журнал «Советский балет», № 1 — 1991.
- Юрий Ханон, «Арьергардный балет». газета «Танец», № 1-2, 1992.
- Юрий Ханон, «Несколько маленьких слов…», С-Петербург, газета «Смена», № 2 −1993.